# 1997 GL8
1997 GL8 är en asteroid i huvudbältet som upptäcktes den 2 april 1997 av LINEAR i Socorro County, New Mexico.